# Тевтоник
«Тевтоник» (англ. RMS Teutonic) — британский трансатлантический пассажирский пароход, принадлежавший компании White Star Line.

## Спуск на воду, первый рейс
«Тевтоник» спустили на воду в январе 1889 году. Через 5 месяцев он был готов отправиться в первый рейс. Посетил всемирную выставку как коммерческий крейсер. На этой выставке присутствовал император Германии «Кайзер Вильгельм дер Гроссе». Во время 4 рейса стал обладателем Голубой ленты Атлантики, развив скорость в 20 узлов.

## Дальнейшая карьера
«Тевтоник» и его однотипный брат «Маджестик» совершали рейсы между Ливерпулем и Нью-Йорком. В 1891 году обладателем голубой ленты стал «Маджестик». «Тевтоник» был первым лайнером, который был лишён парусного вооружения. Во время Второй англо-бурской войны стал перевозить войска. После Англо-бурской войны был отправлен на ремонт. После ремонта продолжил обслуживать маршрут Ливерпуль — Нью-Йорк.

## Военная служба
Когда началась Первая мировая война «Тевтоник» переделали в коммерческий крейсер. Установили 6-дюймовое орудие и пушки. «Тевтоник» стал перевозить войска между Саутгемптоном и Мудросом.

## Конец карьеры
После войны «Тевтоник» был обратно отдан «Уайт Стар Лайн», но при осмотре судно приняли непригодным и отправили на слом в Японию. Там ему пытались найти применение, но в конце концов в 1921 году разобрали на металл.